# Salsola rabieana
Salsola rabieana là loài thực vật có hoa thuộc họ Dền. Loài này được Verd. miêu tả khoa học đầu tiên năm.